# Новотроицкий сельсовет (Чишминский район)
Новотроицкий сельсовет — муниципальное образование в Чишминском районе Башкортостана.
Согласно Закону о границах, статусе и административных центрах муниципальных образований в Республике Башкортостан имеет статус сельского поселения.

## Состав
с. Новотроицкое,
д. Александровка,
с. Барсуанбашево,
д. Бильязы,
с. Каран-Елга,
д. Новоуптино,
с. Новомусино,
д. Новосайраново,
с. Сайраново,
д. Ломоносово.

## Население
| 2002  | 2009  | 2010  | 2012  | 2013  | 2014  | 2015  |
| ----- | ----- | ----- | ----- | ----- | ----- | ----- |
| 1595  | ↘1517 | ↘1513 | ↗1522 | ↗1527 | ↘1498 | ↘1480 |
| 2016  | 2017  | 2018  |       |       |       |       |
| ↘1438 | ↘1431 | ↗1464 |       |       |       |       |